# يو تي إن وان
يو تي إن ون (بالإنجليزية: Unknown to No One)‏ هي فرقة موسيقية عراقية تأسست في سنة 2000 وهي تتكون من 4 أعضاء وهم شانت وأخلد وارت وحسن، تعتبر حالياً من أشهر فرق الأغاني العراقية والعربية، معظم أغانيهم هي باللهجة العراقية واللهجة اللبنانيّة، كما أنها تغني باللغة الإنغليزية وتخلط بين الموسيقى الشعبية العراقية وبين الموسيقات الغربية مثل الروك والجاز والبوب.

## الأعضاء
فريق «المجهولون للا أحد» (المعروفون للكل)
يو تي ان وان UTN1
الأعضاء
- 1- اخلد.. مغني وعازف اورغ
- 2- حسن.. مغني وعازف غيتار وعود
- 3-شانت.. مغني وعازف درامز
- 4- ارت.. مغني وموزع موسيقي وعازف اورغ

الأعضاء السابقين
- 1- نديم 2000 - 2009 مغني
- 2- ديار 2001-2004 مغني
- 3-مروان 2011-2015 عازف اورغ وبيانو

الأعضاء المرافقين في الجولات الموسيقية
- 1- مهند اوزي.. عازف غيتار وبيز
- 2- سامر... عازف اورغ
- 3- حسام.. عازف ايقاع شرقي
- 4- جوردن.. عازف بيانو واورغ

## التاريخ

### التأسيس
إنها فرقة الروك والبوب العراقية التي تشكلت عام 1999 في بغداد – العراق. ما يميز هذه الفرقة انها تغني باللغتين الإنجليزية والعربية وإنها تأسست خلال أيام نظام صدام حسين. أول من فكر بتشكيل الفريق هو شانت كارابيديان وارتن هاروتيونيان ثم انضم اليها حسن الفلوجي وأخلد رؤوف ونديم حامد الذي ترك الفرقة عام 2009 لاسباب شخصية، انضم أيضا ديار دلير سنة 2001 وترك الفريق سنة 2004.
أما عن مروان سمير (عازف البيانو وآلة الأورغ) فقد انضم إلى الفرقة عام 2011 ليتركها بسبب السفر في عام 2015.

### الفرقة قبل عام 2003
تأسست الفرقة عام 1999 في اواخر سنين نظام صدام حسين. وتجرأ الثنائي ارت وشانت على تأسيس فرقة البوب في وقت كان لدى القليل الشجاعة على اتخاذ خطوة كهذه. عملوا على توظيف الموارد التي لديهم لإنتاج أول أغنية بتقنيات هندسة صوتية بسيطة. ثم وضعوا اعلانات تدعو مغنيين للانضمام اليهم وبالتالي انضم اليهم ثلاثة اخرون.
حسن الفلوجي اتصل بالفرقة على اثر الإعلان عن حاجتها لمغني في راديو صوت الشباب. ثم التحق به ابن عمه أخلد وصديق لهما ليشكلوا فريق ال «يوتي ان وان»، المجهولون للا أحد.
اعتاد الفريق على تأليف موسيقى اغانيه على جهاز الكيبورد الذي يتركه الفريق في صندوق سيارة يملكونها من نوع فولكس فاكن باسات. السيارة كانت تستخدم أيضا كمكان يجرون فيه تمارينهم بالإضافة إلى بيوتهم.خلال هذا الوقت كتبوا والفوا موسيقى بعض أغانيهم.
وكي يتمكن الفريق من الحصول على فسحة في مجال الإذاعة لراديو رسمي محلي فرضت عليهم إدارة الراديو ان يؤلفوا أغنية تتغنى بصدام حسين في عيد ميلاده. كانت الاغنية تسمع عبر اثير راديو صوت الشباب أكثر من مرتين في كل ساعة خلال أيام الاحتفال بعيد ميلاد الرئيس السابق.
وأطلق الفريق أول أغنية حب لهم باللغة الإنكليزية بعنوان «فانسي غيرل» (فتاة من الخيال). وعرض عليهم ألن انويا وهو صاحب محل تسجيلات ان ينتج لهم البوما غنائيا لهم. وبالرغم من عدم وجود أي دعم لهم من الوسط الفني تمكنوا وحدهم من تسجيل ثمان أغاني وبميزانية محدودة. ولاقى الالبوم نجاحا بين الشباب الذين بدأوا بشراء أول البوم للفريق معروض في محلات التسجيلات وتمكن الفريق من بيع 5000 نسخة في عم 2002.
وبعد الحرب العراقية لاقى فريق يوتي ان وان الأول من نوعه كفريق يؤدي اغان غربية اهتماما اعلاميا كبيرا وتم إجراء لقاءات تلفزيونية مع اعضائه في قنوات البي بي سي والسي ان ان والاسوشييتد بريس. وقد عرض منتجون بريطانيون إنتاج البوم لهم انتهى العمل به في عام 2002 بعنوان (من الآن فصاعدا).

### بعد 2003
وبعد اندلاع الحرب... فقد الفريق اهتمام الشباب في بلدهم الا انهم سرعان ما شاركوا في بعض برامج الاخبار الغربية وحققوا نوعا من النجومية. بيتر وايتهيد وهو باحث عن المواهب بريطاني الجنسية وعدهم بدعم موسيقاهم الا انه فشل في الحصول على الفيزا لهم لدخول بريطانيا مما تسبب في خيبة امل كبرى للفريق. وعند زوال النظام السابق بزغ امل جديد للفريق خاصة بعد ازدياد اهتمام الناس بفرقة عراقية اعضائها من الرجال.
في عام 2004 وقع الفريق عقدا مع شركة إنتاج قامت بنقلهم إلى الأردن ثم إلى لندن حيث سجلوا (وايل وي كان = ما دام في امكاننا) وقد كانت أول أغنية دولية لهم تتحدث عن الوضع في العراق.

### 2006
في سنة 2006 انتقل أعضاء الفريق للعيش في لبنان لشق طريقهم في الشرق الأوسط. وسجل فريق يو تي ان وان أول البوم باللغة الإنجليزية عام 2007 تم تسجيل أول أغنية عربية لاقت نجاحا باهرا بعنوان (جميلة) وتم اطلاقها في الاسواق في 19 ديسمبر عام 2007 وأصبحت جميلة واحدة من الاغاني الأكثر رواجا في مسار الأغنية اللبنانية والعربية في نهاية 2007.
(عام 2008) أطلق الفريق أغنيته الشهيرة (لغة العين) واحتلت المرتبة الأولى في مسار الاغنية اللبنانية وكانت البوابة التي فتحت لهم الطريق امام تسجيل البومهم الذي بدأوا به منذ عام 2006 والقناة العربية التي كانت تشرف على تسجيل هذا الالبوم تسمى بقناة (الآن تي في). اذ اهتمت القناة بهم لاستقطاب الجمهور العراقي باعتبار فريق (يوتي ان وان) يمثل الشباب العراقيين الذين يمثلون بلدهم في العالمين العربي والغربي.
و تم تصوير الاغاني الثلاثة التي اطلقوها. كما أدى الفريق أغنية تشجيعية لفريق كرة القدم العراقي وتم بثها على قناة السومرية.

### 2008-2009
عام 2009 أطلق الفريق أغنية (الآن احبك أكثر) التي انتجتها قناة الآن تي في. الفريق قدم هذه الاغنية للقناة عرفانا منهم لها على دعمها لهم في سبتمبر عام 2010 برزت أغنية (تتذكرين) وكانت من إنتاج واداء فريق يو تي ان وان اللذين عملوا جاهدين لاثبات جدارتهم من خلال جهودهم الذاتية. الفيديو عكس الاسلوب الجديد والصورة الحقيقية لفريق (يو تي ان وان) وحقق الفيديو نجاحا كبيرا من خلال الاجراءات التي كانت تصلهم من المشاهدين والعالم الفني.

### الانتقال إلى الولايات المتحدة الاميركية سنة 2011
في ديسمبر من عام 2011 أطلق الفريق أغنية (بدي قول) وهي من تنفيذ وإخراج المخرجة اللبنانية روبي مالك في أول عمل لها مع فريق (يو تي ان وان). وتم تصوير الأغنية في شوارع مدينة نيويورك الاميركية وحققت الاغنية نجاحا منقطع النظير في الشرق الأوسط. واحتلت الاغنية المرتبة الأولى في العديد من القنوات وخاصة قناة السومرية في برنامج توب تين.
وفي أيار عام 2013 كانت أغنية سلام شباب والتي قام بتمويلها معهد السلام الاميركي
USIP ومن إخراج ياسر منعم. وتم تصوير الاغنية بين بغداد وواشنطن.
قام الفريق بجولة غنائية في أوروبا وأمريكا سنة 2014
(عودة الفريق إلى الساحة الفنية في 2015)
عاد الفريق إلى الساحة الفنية في بداية سنة 2015
مع أغنية«مر بيه» التي نالت المراكز الأولى في العديد من الاذاعات العربية والعراقية
و بدا بتسجيل البوم جديد في صيف 2015
حيث اصدر إعادة لاغنية «ايدي على قلبي» من اغاني الفنان العراقي عادل عكلة والحان الفنان العراقي إسماعيل الفروجي
اليوم يتحضر الفريق لاطلاق اغنياته الجديدة 2016

## الأغاني
- جميلة
- تتذكرين
- لغة العين
- بدي قول
- صارحها
- رجعت
- لو مر بينا يوم
- One Last Time
- Hold On
- War
- While we can
- مر بية
- مالي شغل بل سوق

## وصلات خارجية
- يو تي إن ون الموقع الرسمي للفرقة
- فرقة يو تي إن ون على فيس‌بوك
- يو تي إن ون القناة الرسمية على يوتيوب